# Yuta Matsumura
Yuta Matsumura (松村 優太 Matsumura Yuta?), född 13 april 2001 i Osaka prefektur, är en japansk fotbollsspelare.
Matsumura började sin karriär 2020 i Kashima Antlers.